# ラ・エストレージャ・デ・パナマー
ラ・エストレージャ・デ・パナマー（スペイン語: La Estrella de Panamá、「パナマの星」の意）は、パナマで最も古い日刊紙である。
1849年に英字紙「ザ・パナマ・スター」（英語: The Panama Star）が創刊されたが、1853年、同紙へのスペイン語訳の折り込みという形でラ・エストレージャ・デ・パナマーの歴史が始まった。2010年時点での発行部数は約8000。